# Lusinhão (Vienne)
Lusinhão ou Lusinhano (em francês: Lusignan) é uma comuna francesa na região administrativa da Nova Aquitânia, no departamento de Vienne. Estende-se por uma área de 37,82 km². Em 2010 a comuna tinha 2 698 habitantes (densidade: 71,3 hab./km²).

## Geografia
Localiza-se a 25 km a sudoeste de Poitiers (departamento de Vienne) na antiga RN11 (Route Nationale 11) em direção a La Rochelle (Charente-Maritime). A capital, Paris, a uma distância de cerca de 400 km, é acessível pela autoestrada A10 (autoroute A10) a sul de Poitiers.
Rio : Vonne

## Monumentos

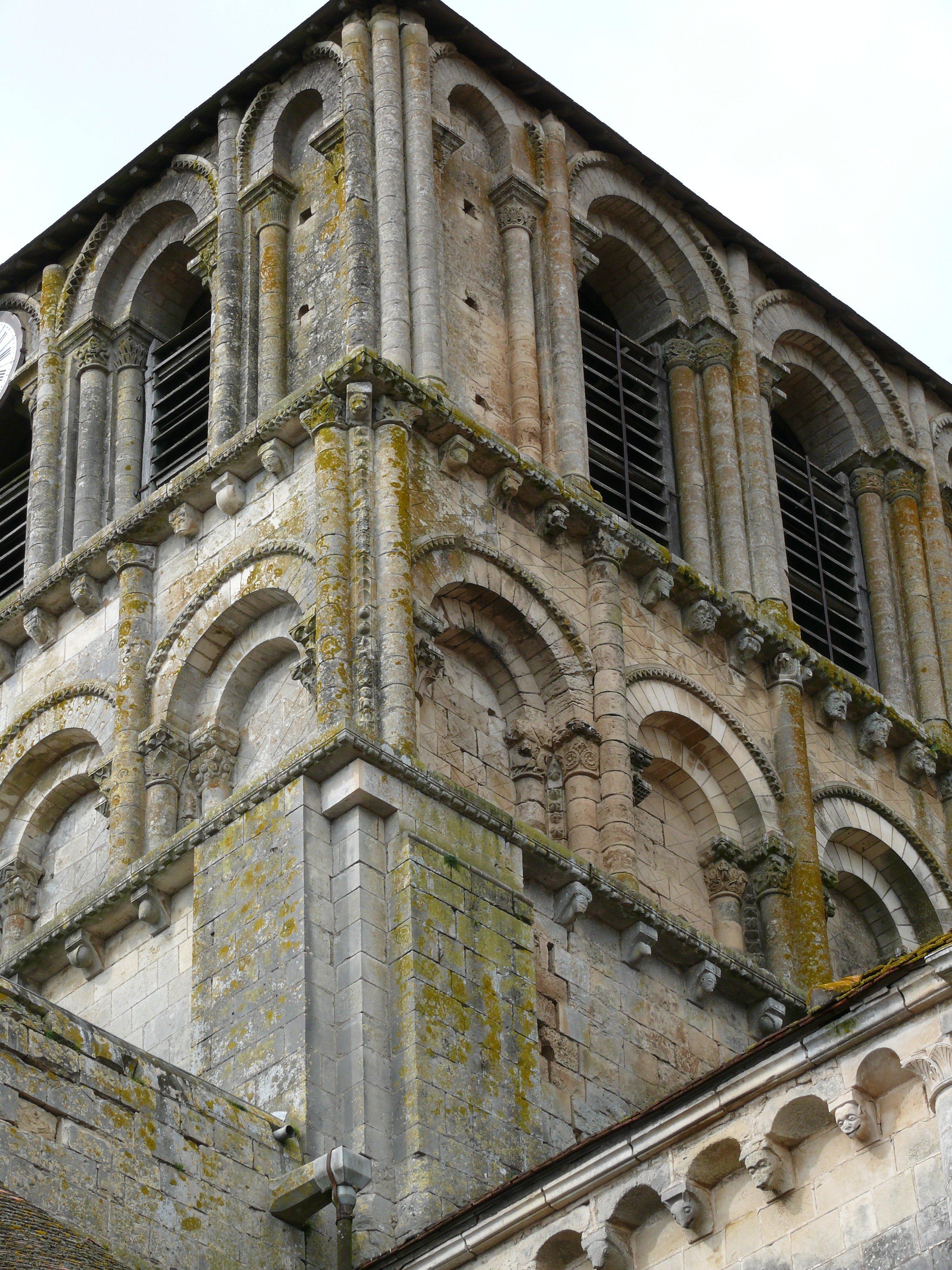
A igreja (detalhe)

- Castelo de Lusinhão - O maior forte de França.

- Igrejas: Notre Dame e Saint-Junien - Séc. XI e XII, com cripta.